# Forsthauspark

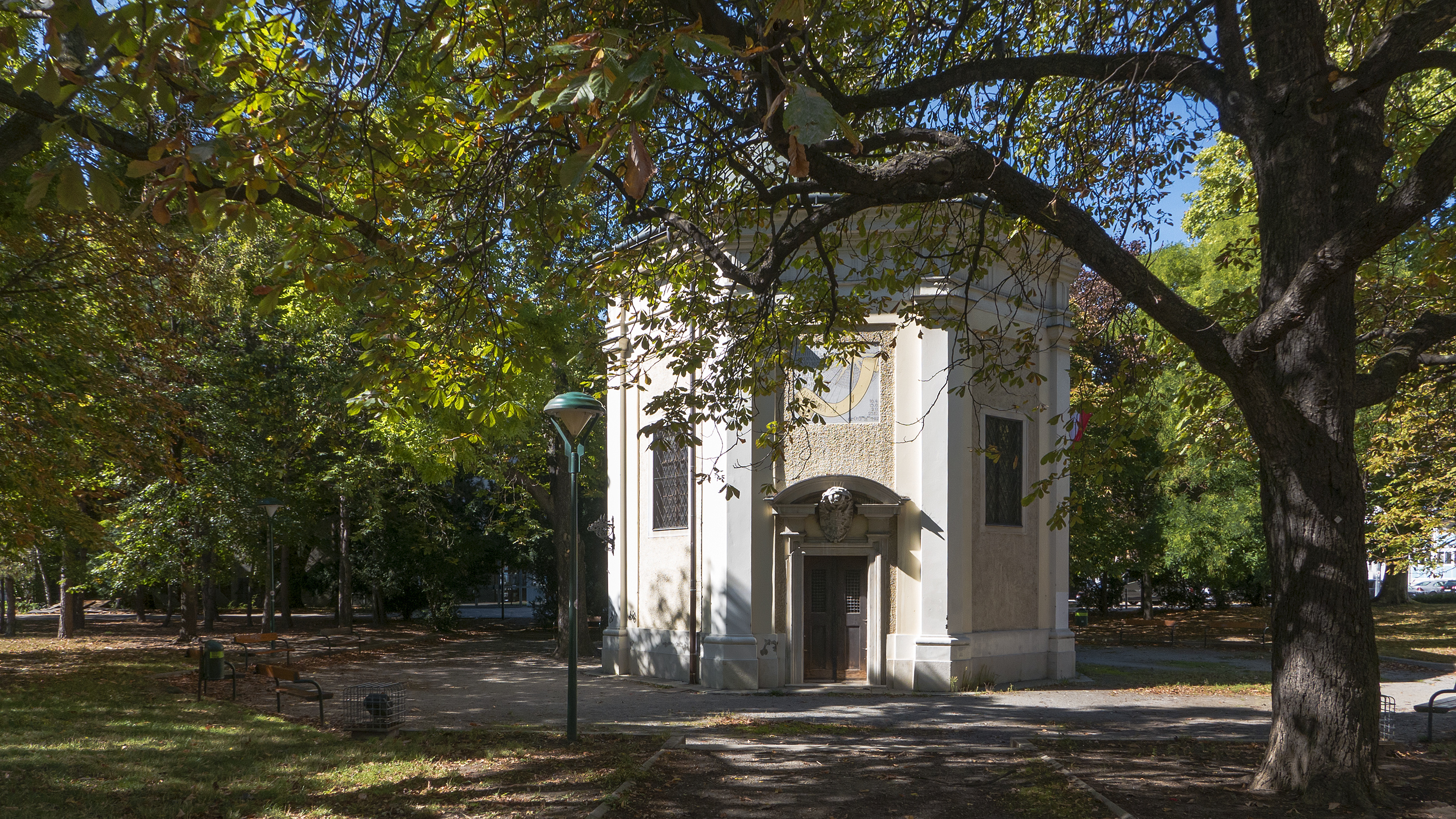
Forsthauspark

Der Forsthauspark ist ein 13.300 m² großer Park im nördlichsten Teil des 20. Wiener Gemeindebezirks Brigittenau, zwischen Forsthausgasse und Lorenz-Böhler-Gasse.
Benannt ist er nach dem Forsthaus in der Brigitta Au (nach der der spätere Bezirk benannt wurde). Es wurde zum Schutz der 1651 geweihten Brigittakapelle erbaut, die sich  im Park befindet. Das gesamte Gebiet des heutigen 20. Bezirks bestand damals aus von Donauarmen umgebenem,  unbewohntem Au- und  Jagdgebiet.
Die Parkanlage  ist mit Volleyballplatz, Basketballplatz und Skateboardanlagen vor allem Freizeiteinrichtung für Kinder und Jugendliche.

## Ansichten des Forsthausparks

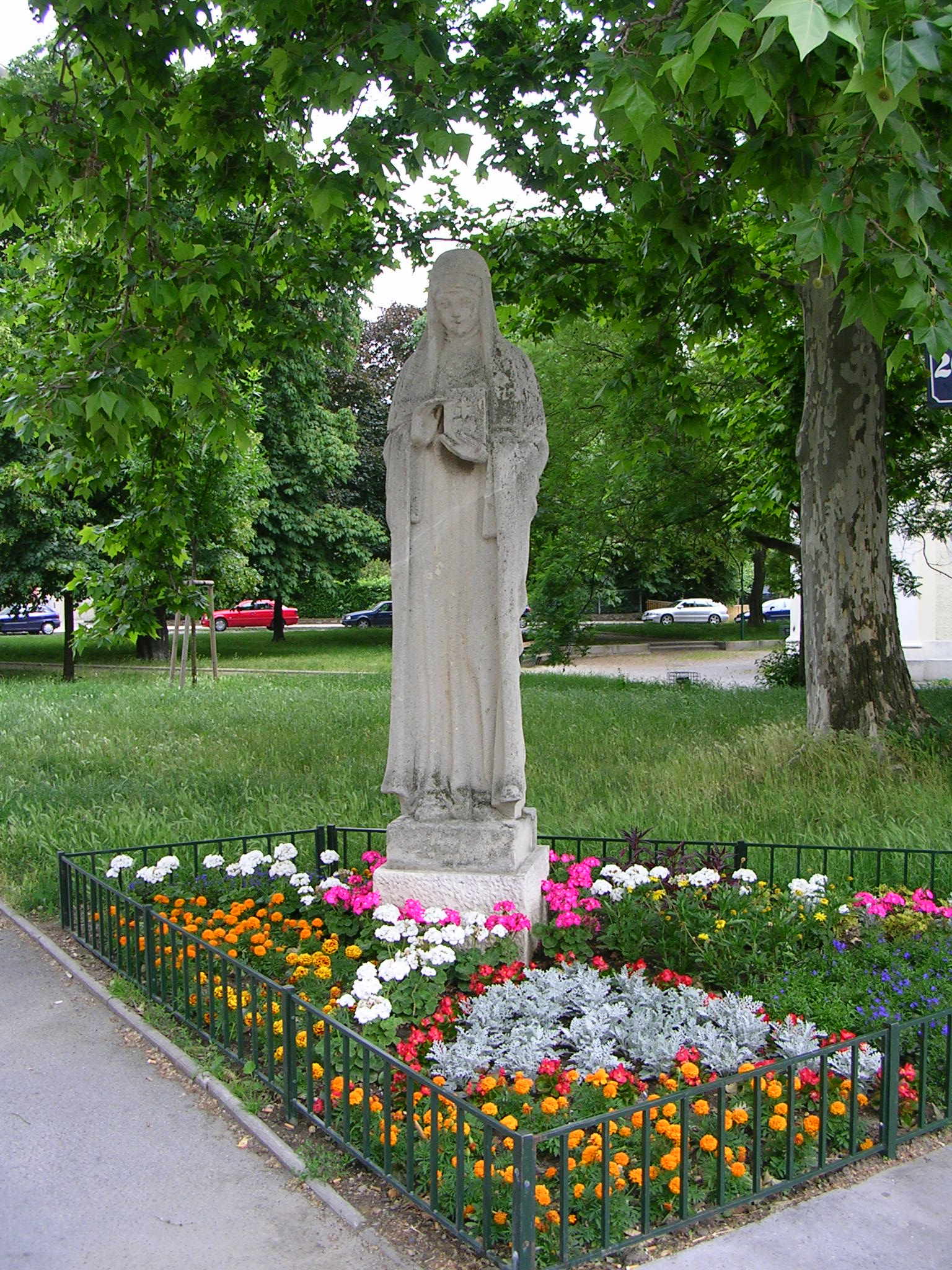
Statue der heiligen Brigitta
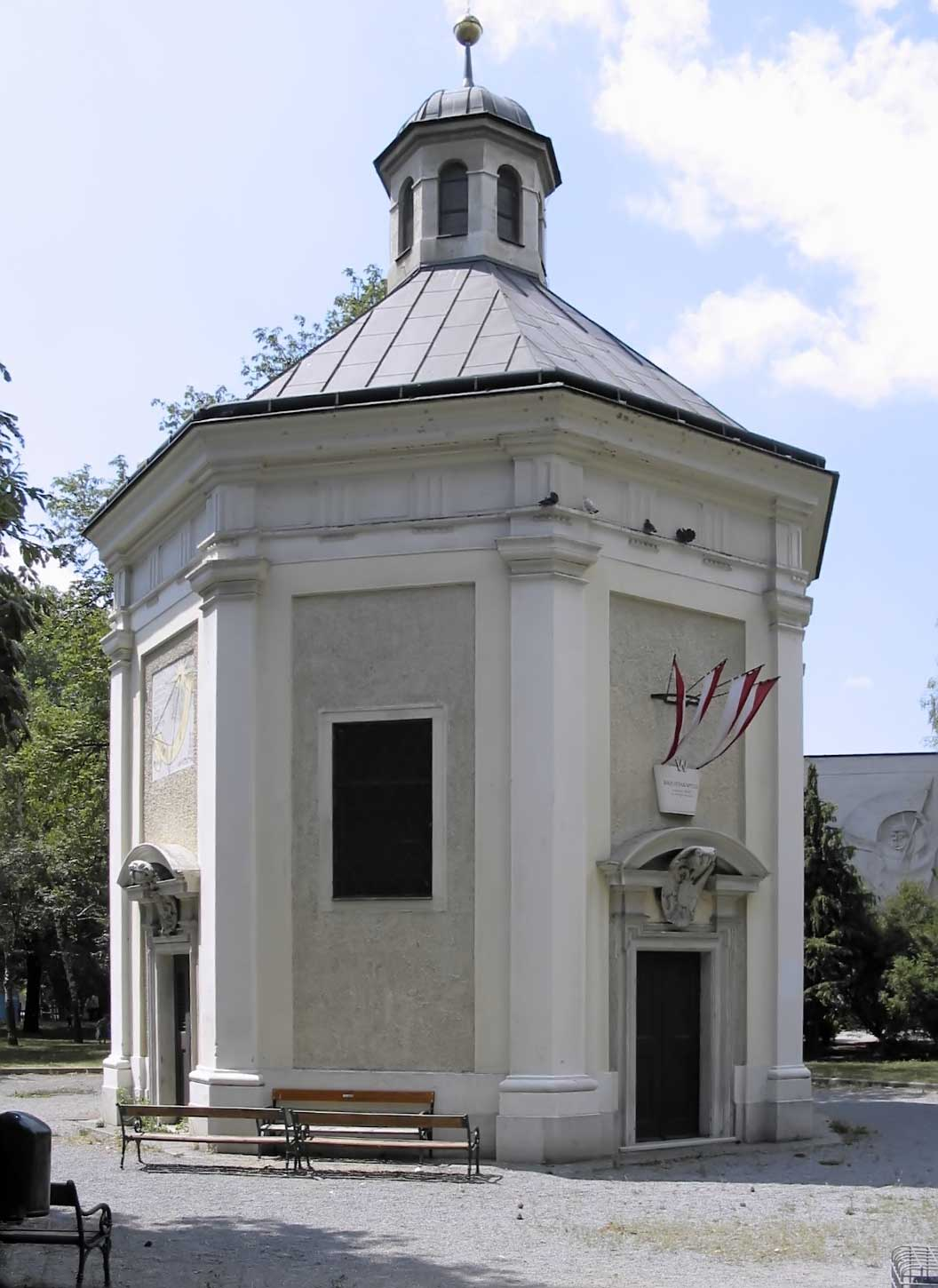
Brigittakapelle